# برت مک‌کنزی
برت مک‌کنزی (انگلیسی: Bret McKenzie؛ زادهٔ ۲۹ ژوئن ۱۹۷۶) بازیگر و موسیقی‌دان اهل نیوزیلند است. وی از سال ۱۹۹۴ میلادی تاکنون مشغول فعالیت بوده‌است.
از فیلم‌هایی که وی در آن نقش داشته است، می‌توان به هابیت: یک سفر غیرمنتظره، بازگشت پادشاه، آستنلند و هابیت: نبرد پنج سپاه اشاره کرد.